# Волгоградская областная Дума I созыва
Волгоградская областная Дума первого созыва — первый созыв Волгоградской областной Думы, сыгравший ключевую роль в создании системы законов, определяющих статус Волгоградской области как субъекта Российской Федерации и органов местного самоуправления области. Состояла из 32 депутатов, была избрана 12 декабря 1993. Председателем Волгоградской областной Думы первого созыва был избран Леонид Васильевич Семергей.

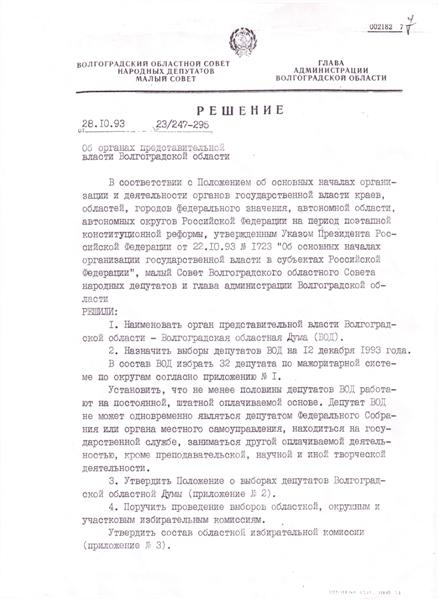
Решение о выборах депутатов Волгоградской областной Думы первого созыва

## Выборы
28 октября 1993 года Малый совет Волгоградского областного Совета народных депутатов и Глава администрации Волгоградской области приняли совместное решение о проведении 12 декабря 1993 года выборов в первый созыв Волгоградской областной Думы в количестве 32 депутатов. Одновременно с выборами в Волгоградскую областную Думу проходило голосование по Конституции России и выборы депутатов Государственной Думы и Совета Федерации. Выборы думы проходили по мажоритарной системе. Явка составила 55,40%. Выборы состоялись во всех округах за исключением Ангарского, Тракторозаводского и Центрального, где ни один из кандидатов не набрал голосов больше чем «против всех». Довыборы в указанных трёх округах прошли 25 декабря 1994 года и 17 декабря 1995 года, победу там одержали коммунисты.
Более половины депутатов составили представители исполнительной власти. Главы и заместители глав администраций районов составили треть думы. От левых в думу была выбрана первый секретарь обкома КПРФ Алевтина Апарина, которая одновременно была избрана и в первый созыв Государственной думы по списку КПРФ. От праволиберальных сил в областную думу прошла Л. Н. Земляная, член исполкома областного отделения движения «Выбор России».
Поскольку глава администрации в то время назначался Президентом России, областная дума стала единственным органом власти в области, получившим демократическую электоральную легитимацию. 

## Начало работы
На Волгоградскую областную Дyму первого созыва были возложены задачи по формированию базовых законов региона, за ней также закреплялись особые учредительные функции, связанные с разработкой и принятием Устава Волгоградской области. На организационном заседании областной Думы первое слово было предоставлено владыке Герману. Архиепископ благословил депутатов на предстоящую деятельность и выразил надежду, что она будет плодотворной, мудрой, полезной людям.
По предложению главы администрации Волгоградской области, председателем областной думы был избран стал Леонид Семергей, бывший глава администрации Тракторозаводского района Волгограда, ранее работавший начальником Тракторозаводского районного управления КГБ по Волгоградской области.
В думе было сформировано 4 комиссии: по бюджету и налоговой политике; по социальной политике и защите прав граждан; природно-ресурсная; по местному самоуправлению. Аппарат прежнего облсовета перешел к Думе примерно в половинном составе.

## Деятельность
Вначале было трудно, потому что никто тогда не знал, с чего нужно начинать законодательную работу. Начали с изучения федерального законодательства, на его основе в муках и спорах рождались первые региональные законы. Ездили в командировки, изучали зарубежный опыт. Мы приняли важные экономические и налоговые законы (например, о зонах экономического развития), которые помогли многим предприятиям и территориям выстоять в то нелегкое время. Были заложены основы регионального законодательства, и я считаю, что свою главную задачу Дума первого созыва выполнила
 В марте 1994 года дума приняла постановление «О плане нормотворческих работ областной Думы в 1 полугодии 1994 года». Заместитель председателя областной Думы С.И. Рябов так комментировал это постановление в газете «Курьер»: «План нормотворческих работ — это нечто новое в работе областной Думы. До 12 декабря прошлого года мы жили в давно отработанной системе Советов со своими законами и положениями сверху донизу. Кроме того, тогда мы жили при другой Конституции. По сравнению с Советом Дума приобрела иные функции. Прежде всего, это выработка законов местного уровня, которые будут более весомы, чем решения бывшего облсовета. К тому же область как субъект Федерации получила более высокие права и одно из них — Устав области, под который нужно нарабатывать нормативную базу, готовить поле законотворческой деятельности, определять первоочередные законы. В связи с этим появился план законотворческих работ. Он рассчитан на полгода, т.к. опыта законотворчества у Думы ещё нет».

### Устав области
Главной задачей Думы на начальном этапе стало создание системы областных законов, определяющих статус Волгоградской области как субъекта Российской Федерации и органов государственной власти области.
Конституция РФ 1993 года изменила статус регионов. Волгоградская область стала полноправным субъектом Российской Федерации, у которой должен быть свой Основной Закон (Устав). Поэтому одним из первых  документов, принятых Думой, стало постановление «Об организации конкурса на лучшую разработку концепции Устава Волгоградской области». По итогам конкурса победил проект, разработанный доцентом Высшей следственной школы МВД РФ Н.И. Грачевым. 
Проект Основного Закона Волгоградской области широко обсуждался в прессе. На рабочих группах в областной Думе по каждой норме Устава шли обсуждения. В итоге, в соответствии с принятым ранее областной Думой законом «О порядке принятия и введения в действие областных законов и иных нормативных актов Волгоградской областной Думы», 17 июля 1996 года Устав (Основной закон) Волгоградской области был принят.

### Местное самоуправление
Волгоградской областной Думой первого созыва были приняты основные законы, обеспечивающие работу представительной власти региона: «О Волгоградской областной Думе», «О статусе депутата Волгоградской областной Думы», и «О порядке принятия и введения в действие областных законов и иных нормативных актов Волгоградской областной Думой».
Важным но неоднозначным результатом деятельности областной Думы первого созыва стал закон «Об организации местного самоуправления в Волгоградской области». Закон был принят только в 1995 году после длительных дебатов. Несмотря на долгое время принятие этого закона, он опередил федеральный законом об общих принципах организации местного самоуправления. Принятие этого закона раньше других регионов было обусловлено условиями политической борьбы в регионе. Политические силы разных уровней, включая главу администрации Волгограда и главу администра Волгоградской области, стремились получить существенную собственную самостоятельность и обусловили многомесячные споры о законе. Обсуждение закона заняло почти весь 1994 год. Однако этот закон был впоследствии существенно пересмотрен из-за появления федерального закона. Практически в 1996 году был принят новый закон.
В период работы Думы первого созыва началось формирование областного выборного законодательства: были приняты законы «О выборах главы администрации Волгоградской области», «О выборах депутатов Волгоградской областной Думы», «О выборах в органы местного самоуправления Волгоградской области», «О референдумах на территории Волгоградской области». Знаковым стал Закон «О местных референдумах», который определил порядок проведения местного референдума, его материальное обеспечение, процедуру подведения итогов, установил ответственность за нарушения законодательства о референдуме.
Чтобы обеспечить преемственность законотворческой деятельности Волгоградской областной Думы Законом «О выборах депутатов Волгоградской областной Думы» в 1996 году был введён принцип ротации депутатов, а именно обновление половины состава областной Думы каждые два года путём избрания 16 депутатов по одномандатным избирательным округам на четырёхлетний срок. Было определено, что в переходный период от созывного к ротационному способу формирования Волгоградской областной думы, после проведения первых ротационных выборов до вторых, Дума будет состоять из 48 депутатов. Таким образом, после избрания 30 марта 1997 года на первых ротационных выборах шестнадцати депутатов, Волгоградская областная Дума состояла из 48 человек. В таком составе Дума работала до 13 декабря 1998 года.
В разработке первых экономических законов активное участие принимал комитет по экономике областной администрации. Законы были краткими, но очень емкими по содержанию. Мы использовали любую возможность в рамках федерального законодательства, чтобы решать вопросы в пользу региона. Показателен пример с принятием Закона «О негосударственных пенсионных фондах», над разработкой которого мы начали работать первыми в России. Ещё в начале 1992 года Российская Федерация подписала Федеративный договор (прообраз Конституции РФ) со всеми республиками, краями и областями. В договоре были четко определены и разграничены полномочия, которыми обладает Федерация и регионы. У республик таких полномочий оказалось больше, чем у остальных субъектов Российской Федерации. Тогда регионы объединились и добились того, что Федерация подписала с ними отдельное Соглашение к Федеральному договору. Один из пунктов этого Соглашения гласил: если федеральный закон в той или иной сфере деятельности отсутствует, то регион имеет право принимать свой собственный закон, регулирующий этот вид деятельности. Мы этим сразу воспользовались, и, если раньше закон «О негосударственных пенсионных фондах» исполнительная власть и прокуратура останавливали сразу, ссылаясь на то, что финансовые вопросы находятся в ведении Федерации, то с принятием Соглашения мы смогли его провести. Каким образом? Просто переименовали закон «О негосударственных пенсионных фондах» в Закон «О защите прав граждан в системе негосударственных пенсионных фондов», поскольку вопросы защиты прав граждан находились в совместном ведении - федерации и регионов. С трудом, но всё же нам удалось провести целый ряд важных экономических законов, в том числе закон о зонах экономического развития на территории Волгоградской области

### Экономические законы
Одной из главных задач Думы было поддержать промышленность региона, испытывающую трудности в переходе на рыночные отношения. Поэтому первым нормативным документом, принятым областной Думой, стал закон «О налоговой системе на территории Волгоградской области в 1994 году», который фактически содержал перечень налоговых послаблений и льгот для предприятий региона. Закон освобождал от областной части налога на прибыль некоторые предприятия. Также была установлена льгота по ставке налога на имущество. 
Депутаты Волгоградской областной Думы первого созыва приняли ещё два закона: «О поддержке инвестиционной деятельности на территории Волгоградской области» и «О налоговых льготах инвесторам». Эти законы установили правовые основы и порядок инвестиционной деятельности на территории региона. Также были заложены основы государственной поддержки малого предпринимательства, разработана упрощённая система налогообложения, что послужило развитию большого числа малых предприятий на территории Волгоградской области.
В 1997 году была начата работа по формированию законодательной базы для обеспечения льготного режима для особо важных производств и территорий. Речь шла о создании зон экономического развития для создания благоприятного режима предпринимательской и инвестиционной деятельности отечественным и иностранным инвесторам. В 1997 году закон «О порядке создания зон экономического развития на территории Волгоградской области» был принят и установил зоны экономического развития на территориях крупнейших предприятий региона: ОАО «Волгоградский завод ЖБИ №1», ЗАО «Металлургический завод «Красный Октябрь», ФГУП «Баррикады», ОАО «Химпром», ОАО «ВГТЗ». Кроме того, зонами экономического развития были признаны не только предприятия, но и целые районы Волгоградской области — Алексеевский, Суровикинский, Котовский и Палласовский.

### Бюджет
В основу формирования региональной финансовой системы Волгоградской области кроме закона «О налоговой системе на территории Волгоградской области» были положены ещё два нормативных документа «Об областном бюджете» и «О бюджетном процессе в Волгоградской области».
Волгоградская областная Дума одной из первых в Российской Федерации утвердила региональное бюджетное законодательство — Закон «О бюджетном процессе в Волгоградской области». Закон много перерабатывался. В 1997 году был принят новый областной закон «О бюджетном устройстве и бюджетном процессе в Волгоградской области».
Функции контроля использования средств областного бюджета были закреплены за контрольно-счетной палатой. Контрольно-счетная палата первоначально входила в состав аппарата областной Думы. Законом Волгоградской области от 13 февраля 1996 года «О контрольно-счетной палате» она получила статус постоянно действующего органа Волгоградской Областной Думы (юридического лица). Контрольно-счетная палата, как отмечали депутаты, должна стать постоянно действующим органом государственного финансового контроля, быть независимой и не подчинённой никакой ветви власти, а руководствоваться лишь Конституцией, федеральными, местными законами и Уставом области.

### Социальные вопросы
Дума приняла закон «Об адресной помощи жителям Волгоградской области». Депутаты понимали, что всем нуждающимся помочь из бюджета возможности нет, но оставить человека наедине с голодом и нуждой тоже нельзя. Закон «Об областном сборе на розничную реализацию горюче-смазочных материалов на территории Волгоградской области» позволил обеспечить финансирование для реализации федерального закона «О ветеранах», которому не хватало источников финансирования.
Для защиты прав обманутых вкладчиков и акционеров Волгоградской области в 1997 году областная Дума приняла Закон Волгоградской области «О социальной помощи отдельным категориям вкладчиков финансовых компаний». Этим документом предусматривалась компенсация вкладов до одного миллиона рублей вкладчикам старше 70 лет, участникам войны и инвалидам первой и второй групп.
После многочисленных доработок был принят закон «О государственной молодёжной политике в области». Были приняты законы и в сфере здравоохранения: «О вакцинопрофилактике населения Волгоградской области», «О противотуберкулёзной помощи и защите населения Волгоградской области от туберкулёза», демографической политики «О защите прав детей, оставшихся без попечения родителей».

## Список депутатов
Основная статья: Список депутатов Волгоградской областной Думы I созыва
1. Абрамов, Геннадий Константинович[5]
2. Апарина, Алевтина Викторовна
3. Богуславский, Эдгард Давидович
4. Верхотуров, Василий Николаевич
5. Галушкин, Василий Иванович
6. Демьяненко, Нина Ивановна
7. Дудин, Петр Петрович
8. Егин, Анатолий Иванович
9. Земляная, Людмила Николаевна
10. Иванов, Игорь Николаевич, председатель мандатной комиссии и по вопросам местного самоуправления[1]
11. Качурин, Юрий Михайлович
12. Ковалев, Петр Андреевич
13. Лапин, Иван Александрович
14. Максимов, Александр Валентинович
15. Морозов, Александр Гавриилович, председатель комиссии по экономической политике[5]
16. Никольский, Валерий Анатольевич
17. Новиков, Вадим Владимирович
18. Орлов, Лев Яковлевич
19. Петров, Иван Варфоломеевич
20. Пичугин, Алексей Васильевич
21. Подхватилин, Владимир Сергеевич
22. Попов, Владимир Георгиевич
23. Прокопенко, Римма Ивановна
24. Рекунов, Иван Иванович
25. Рябов, Сергей Иванович, первый заместитель председателя[1]
26. Самко, Анатолий Григорьевич
27. Семергей, Леонид Васильевич, председатель
28. Ситников, Владимир Николаевич
29. Таранцов, Михаил Александрович
30. Ткаченко, Юрий Владимирович
31. Томарев, Геннадий Иванович
32. Филлипов, Александр Геннадьевич
33. Фролов, Юрий Николаевич
34. Шеметова, Елена Ипполитовна

Только 6 депутатов работали на освобождённой основе. 

## Результаты работы
Главным итогом работы депутатов первого созыва стало создание основ правовой системы региона, принятие Устава Волгоградской области.  Многие принятые первым созывом законы не прошли проверку временем. В 2012 был принят новый Устав Волгоградской области.  В 2001 году состоялся отказ от ротационной системы формирования думы. Многие из предприятий, которые были поддержаны Думой льготным налогообложением, оказались неконкурентоспособными и разорились.
Владимир Гельман в 1994 году оценил деятельность думы следующим образом: «Контроль за бюджетом и законотворческая работа Думы существуют только на бумаге. Администрация выходит со своими предложениями, и депутаты могут только что-то поправить. В Думе просто нет людей, чтобы этим заниматься, а состав депутатского корпуса таков, что ему близки в первую очередь интересы, выражаемые администрацией области».